# Ваш покорный слуга кот
«Ваш покорный слуга кот» (яп. 吾輩は貓である вагахай ва нэко дэ ару) — дебютное произведение японского писателя Нацумэ Сосэки, написанное в жанре сатирического романа; публиковалось небольшими частями в 1905—1906 годах в журнале Hototogisu. Действие в романе происходит в исторический период Мэйдзи (1868—1912); роман, в частности, фокусируется на жизни семьи Тинно Кусями, учителя английского языка из среднего класса японского общества, таким образом представляя собой сатиру на интеллигенцию Японии. Особенностью произведения является специфический образ рассказчика — кота, живущего у Кусями.
«Ваш покорный слуга кот» — одно из наиболее важных произведений первой половины XX века с точки зрения развития японской литературы. Книгу часто называют первым сатирическим романом эпохи Мэйдзи и, соответственно, в истории японской литературы. Помимо своеобразной формы особый литературный подход Сосэки, интересовавшегося западной культурой, проявился и в сочетании японской литературной традиции с современным (для времени, в которое жил автор) мышлением. Перевод на русский язык (Аркадия Стругацкого и Льва Коршикова) вышел в 1960 году.

## История создания
Написанный в 1905 году роман стал первой литературной работой для Нацумэ Сосэки, который на тот момент преподавал английскую литературу в Токийском университете. При этом образу главного героя — учителя английского языка Тинно Кусями — он намеренно придал сходство с собой, что нашло отражение как в профессии Кусями, так и в отдельных чертах его характера. Изначально Сосэки планировал издать роман отдельной книгой, однако один из редакторов литературного журнала «Хототогису» Такахама Кёси, принимая во внимание особенности формального устройства данного произведения, предложил автору публиковать его по частям, поскольку специфика композиции позволяла рассматривать каждую главу как самостоятельный рассказ.

## Сюжет
«Ваш покорный слуга кот» отличается формой повествования, при которой рассказчик — кот, живущий в семье учителя английского языка Тинно Кусями — описывает события, происходящие с ним самим, перемежая их различными историями из жизни членов семьи и друзей его хозяина, являющихся типичными представителями среднего класса периода Мэйдзи (учителями, учеными, торговцами). При этом кот выступает в роли активного наблюдателя: он постоянно следит за происходящим в доме, слушает хозяев и их гостей, дает оценку их репликам, мнениям, поступкам и взглядам.

## Литературный стиль и влияние
Будучи знатоком европейской культуры, Сосэки намеренно использовал в романе архаичную манеру повествования, совмещая ее с нетрадиционными для японской литературы сатирическими и композиционными приёмами, позаимствованными у западных авторов. При этом произведение также характеризуется влиянием французского натурализма, которое сочетается с нетипичной для этого направления сатирой, выраженной в комическом описании жизни семьи Кусями и карикатурном изображении многих персонажей. Одной из ведущих тем произведения, как и всего творчества Сосэки, является личностный и культурный эгоизм, критика которого представлена в романе. Кроме того, Нацумэ Сосэки иронизирует над имперскими амбициями Японии, высмеивая милитаризм на примере русско-японской войны и войны в Китае.
«Ваш покорный слуга кот» представляет собой первое сатирическое произведение в японской литературе. Используя разнообразные средства сатиры и заимствуя особенности западной литературной формы, Сосэки стал одним из ведущих авторов модернистской японской литературы.

## В культуре
Стабильный интерес к роману сохранился и по прошествии десятков лет, что выразилось в экранизации произведения Коном Итикавой в 1975 году, а также в выходе телевизионной аниме-адаптации в 1982 году.